# Eschweilera cyathiformis
Eschweilera cyathiformis é uma espécie de lenhosa da família Lecythidaceae.
Apenas pode ser encontrada no seguinte país: Brasil, no Amazonas. É conhecida apenas nos arredores de Manaus.
Está ameaçada por perda de habitat.